# Bacówka PTTK w Bartnem
Bacówka PTTK w Bartnem – schronisko turystyczne, położone nad wsią Bartne na stokach Mareszki (801 m n.p.m.) w paśmie Magury Wątkowskiej Beskidu Niskiego. Bacówka została otwarta w 1977 roku, a obecnie zarządza nią oddział PTTK w Gorlicach. Schronisko dysponuje 37 miejscami noclegowymi, węzłem sanitarnym w podpiwniczeniu i jadalnią z bufetem.
W obiekcie wielokrotnie przebywał Wojciech Bellon (lider zespołu Wolna Grupa Bukowina). Bacówka wspomniana jest w utworze Ostatnia Wieczerza w Knajpie Przeznaczonej do Rozbiórki (Wojtek Bellon zagląda mi w oczy / W Bartnem nad bacówką gaśnie dzień).

## Piesze szlaki turystyczne
- Wołowiec – Bacówka PTTK w Bartnem – Świerzowa – Kolanin – Kamień – Kąty (Główny Szlak Beskidzki)
- Siary – Magura Małastowska – Banica – Bacówka PTTK w Bartnem

Do schroniska można dojechać asfaltową-gruntową drogą jezdną z Bartnego.